# Brusque (Aveyron)
Brusque é uma comuna francesa na região administrativa de Occitânia, no departamento de Aveyron. Estende-se por uma área de 36,18 km². Em 2010 a comuna tinha 273 habitantes (densidade: 7,5 hab./km²).